# Страстоцвет голубой
Страстоцве́т голубой, или Кавалерская звезда, или Пассифлора голубая (лат. Passíflora caerulea) — вечнозелёная тропическая лиана, вид растений из рода Страстоцвет (Passiflora) семейства Страстоцветные (Passifloraceae).

## Распространение
Растет в 4-х странах Латинской Америки: Бразилии, Парагвае, Аргентине и Уругвае. Также культивируется в условиях субтропического климата на Южном берегу Крыма, Черноморском берегу Кавказа и Закубанье как декоративное растение.

## Описание
Обильно цветёт с весны до осени, цветки до 10 сантиметров в диаметре, белого или голубого цвета, с пятью чашелистиками и лепестками, c короной из голубых или фиолетовых нитей. Цветок имеет пять зеленовато-желтых тычинок и один пестик, с тремя отходящими от него столбиков с рыльцами. Плоды овальной формы, жёлтого цвета, имеют около 6 см в длину и 4 см в диаметре, содержат внутри многочисленные зёрна красного цвета.
Растёт быстро, достигая 9 метров в длину. Как комнатное растение страстоцвет голубой отличается неприхотливостью и холодостойкостью

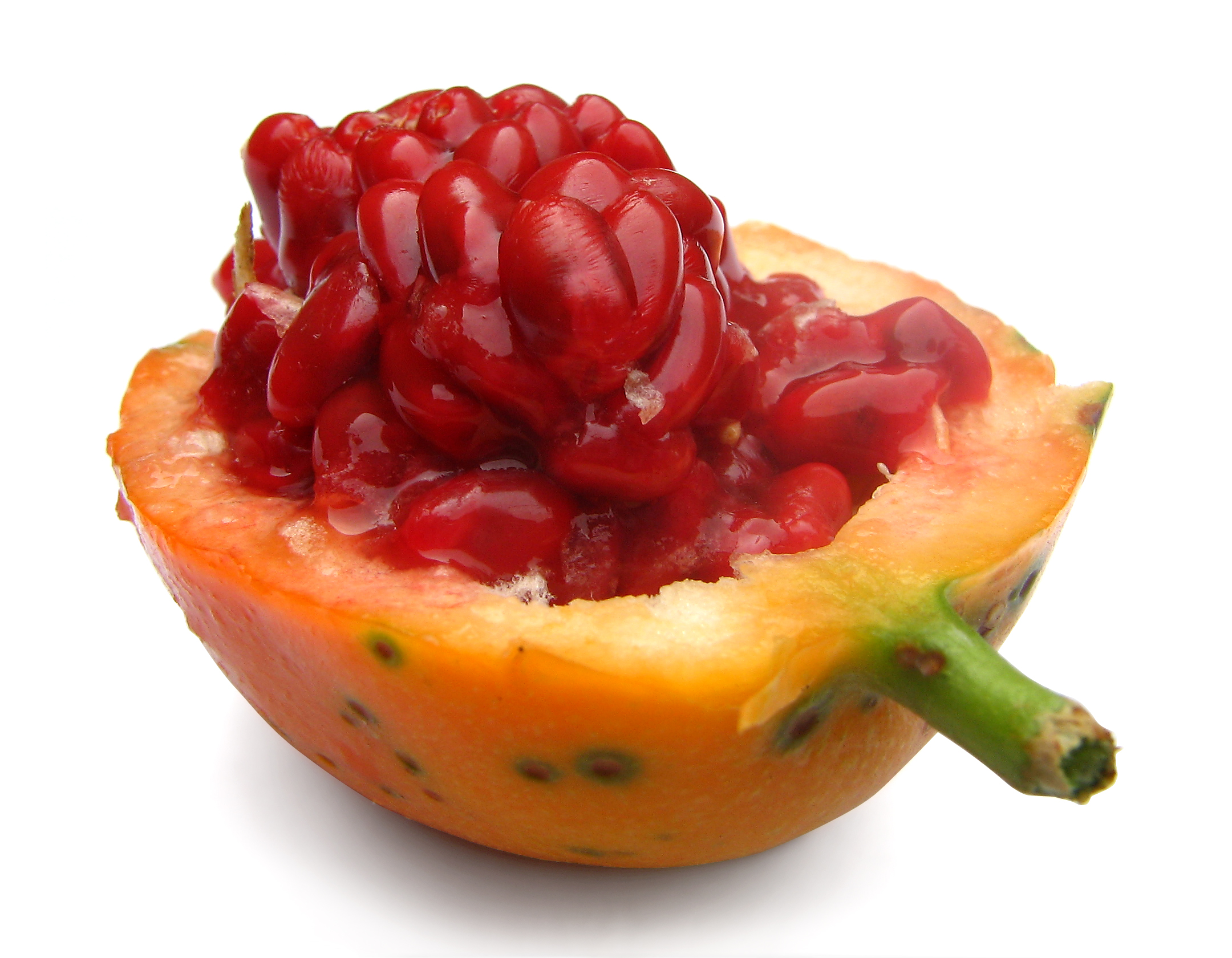
Плод пассифлоры голубой в разрезе
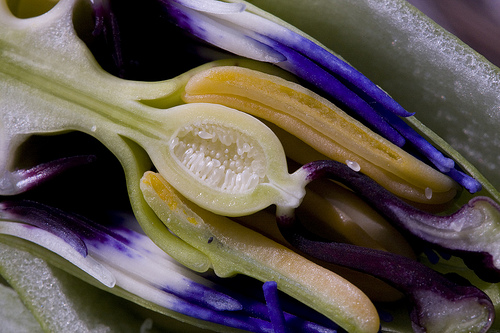
Цветок в разрезе
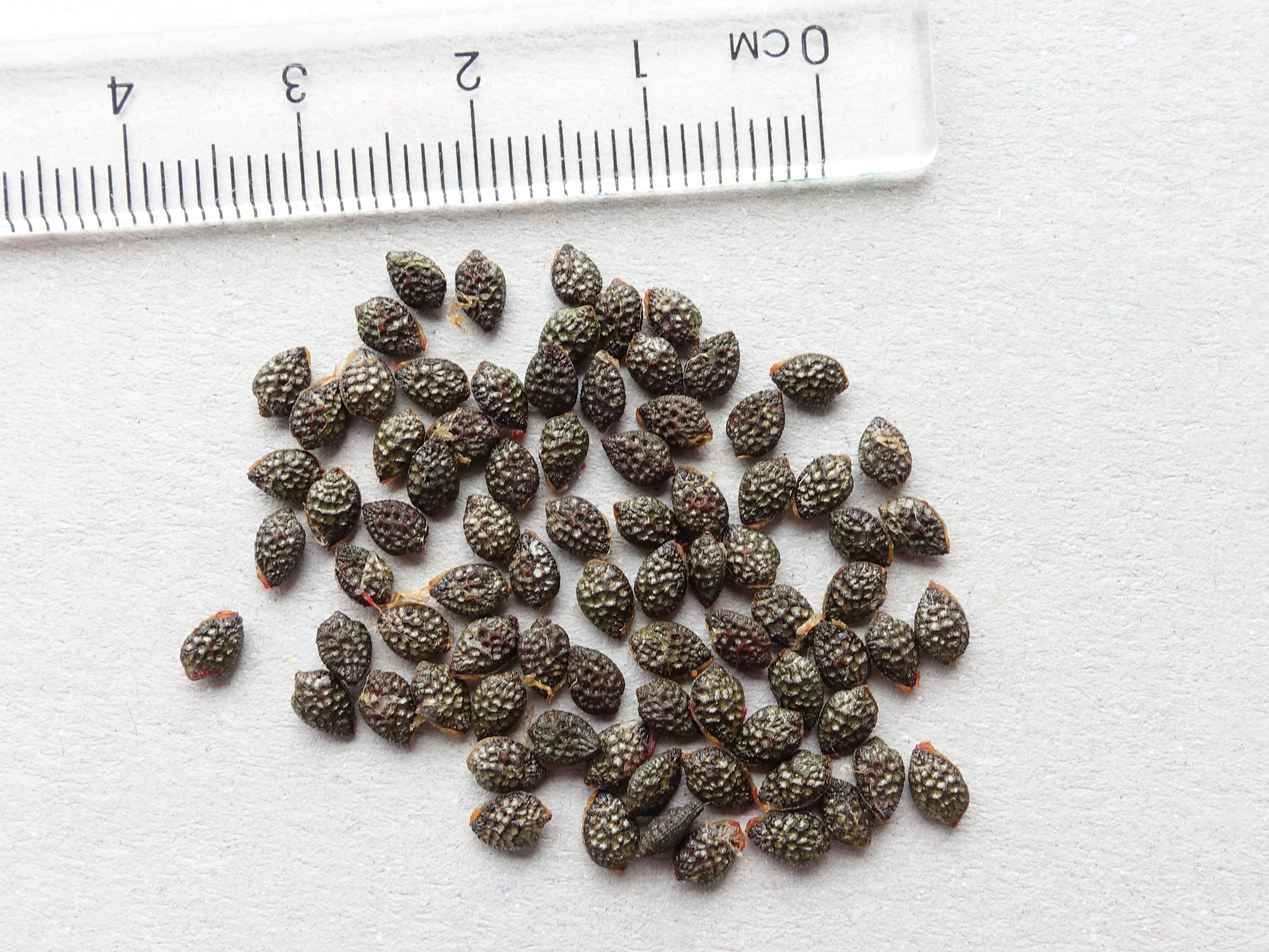
Семена пассифлоры голубой
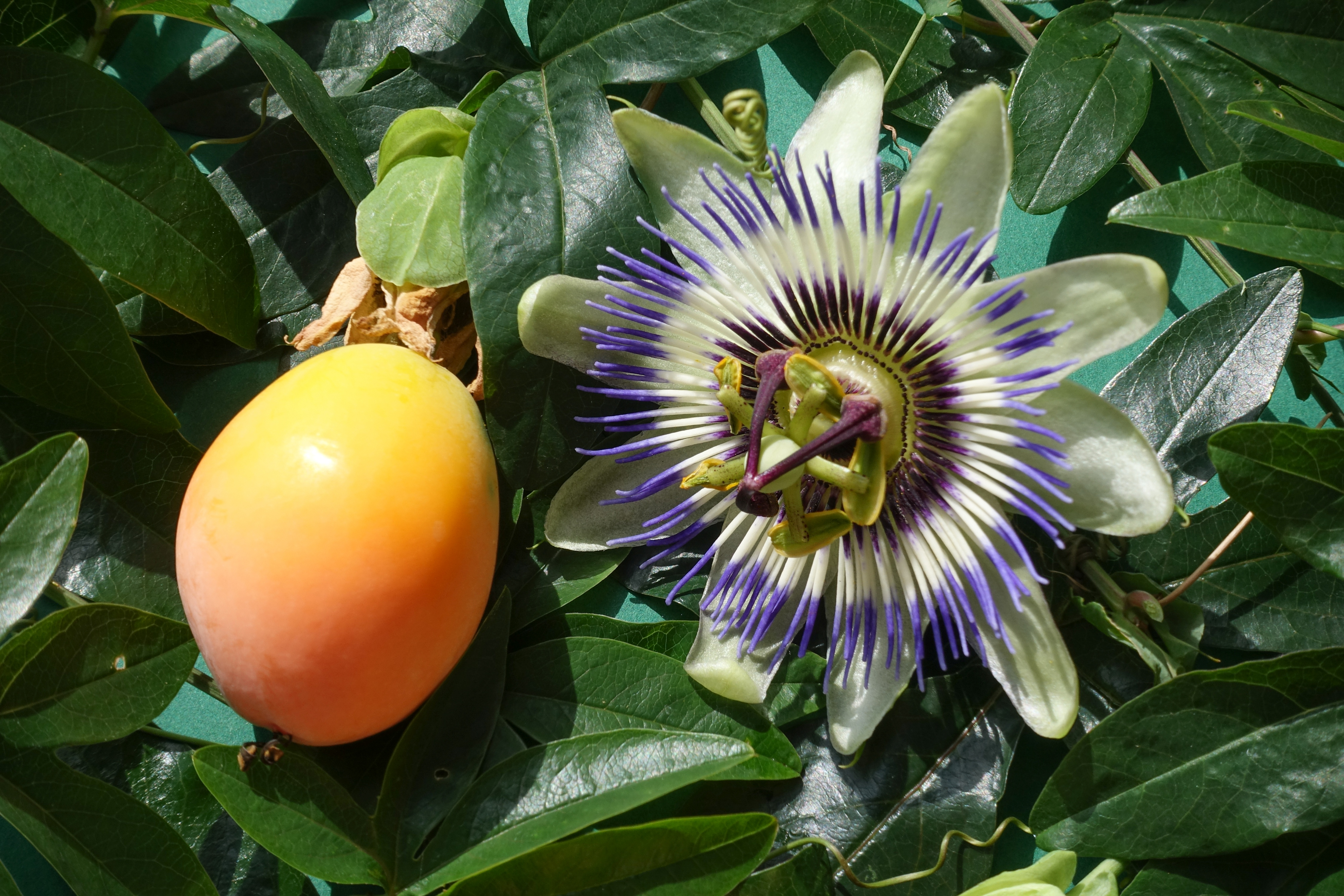
Плодоносящее растение
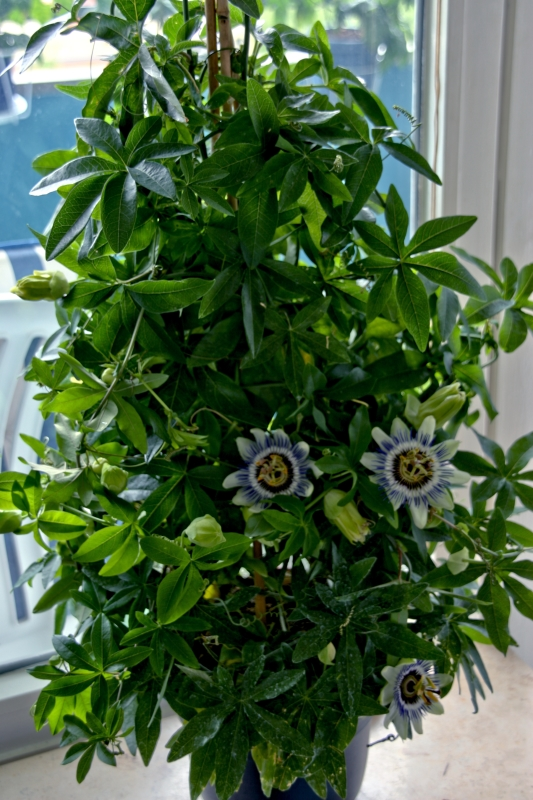
Выращивание в комнатных условиях
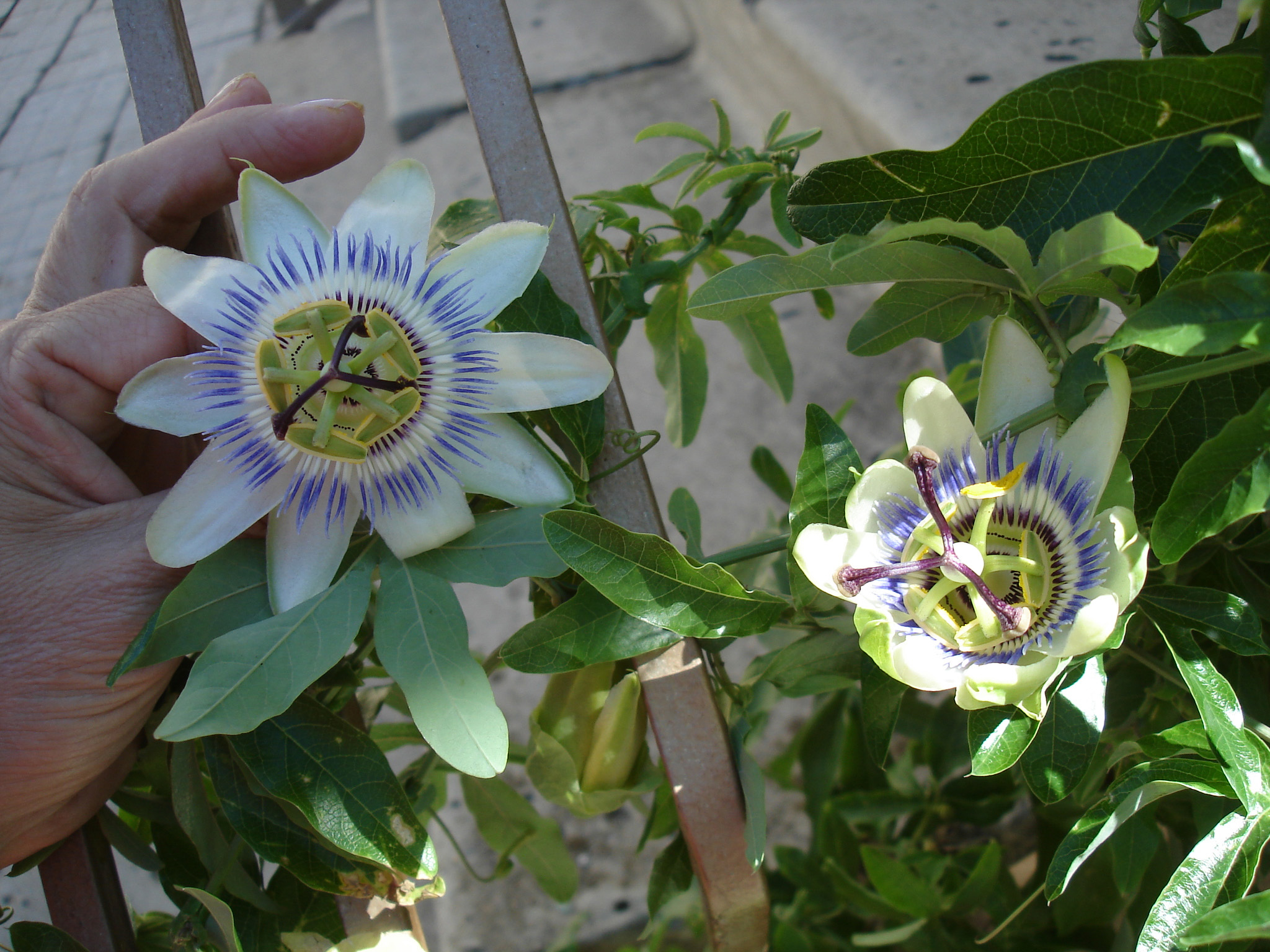
Пассифлора голубая на территории Туапсинского района России

## Применение
Из растения выделяют флавон кризин (5,7-дигидроксифлавон), природный антиоксидант, который имеет ряд полезных свойств для здоровья.